# 람정제주개발
람정제주개발(藍鼎濟州開發)은 제주에 신화역사공원 조성사업을 추진하기 위해 홍콩의 란딩인터네셔널(藍鼎國際)과 말레이시아의 겐팅 그룹(雲頂集團)의 합작법인으로 만들어진 회사다.
지난해 11월, 란딩과 겐팅 그룹이 서로 갈라서게 되면서 람정제주개발은 합작법인이 아닌 란딩인터네셔널의 자회사가 됐다. 겐팅 싱가포르 그룹이 전액 출자한 앨고나주식회사의 지분 100%를 란딩인터네셔널이 인수하면서다.
이에 따라 제주신화월드의 조성사업은 란딩인터네셔널이 단독으로 추진하게 됐다.

## 추진사업

### 제주신화월드 [복합리조트]

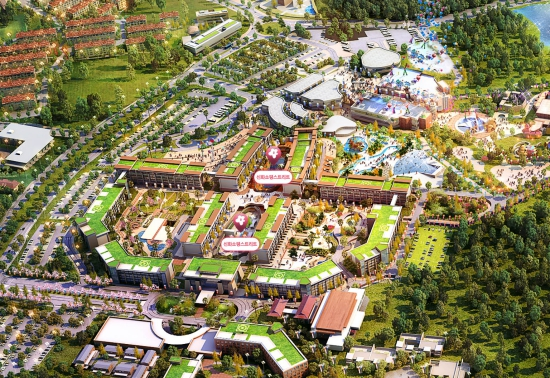

제주신화역사공원 내 조성되고 있는 복합리조트이다. 제주신화월드는 2019년 상반기 때 완전 개장될 예정이며, 문을 열면 대한민국 최대 규모의 복합 리조트가 된다.
부지면적만 약 250만m2에 달하며, 세계의 신화와 전설을 주제로 한 7개의 테마 존에 20여 가지의 놀이기구를 갖춘 가족형 테마파크, 대규모 쇼핑 및 다이닝 시설 등이 들어서게 된다.
프리미엄급 호텔 시설에는 2000실 이상의 객실을 보유한 호텔과 최고급 빌라, 제주 최초의 6성급 호텔, 럭셔리 스파, 국제회의나 전시행사 등 다양한 이벤트를 진행할 수 있는 MICE 시설이 마련된다.
이와 더불어 약 1500여 개의 휴양 콘도미니엄과 빌라도 조성된다.

### 파트너십
람정제주개발은 제주신화월드의 쇼핑 및 식음료 시설 운영을 위해 (주)신세계와 파트너로 협력할 예정이다.
또한 YG 엔터테인먼트, 애니메이션 기업인 (주)투바앤과 파트너십을 맺고 복합 리조트 내에 다양한 엔터테인먼트와 이벤트를 담아낼 방침이다.

## 투입예산
제주신화월드의 공사 및 개발을 위해 람정제주개발이 투자받은 총 누적 금액은 10억 달러(한화 약 1조 1923억 원)에 달한다.
지난해까지 FDI는 8600억 원이었으며, 이번에 추가로 2억 달러가 람정에 전해짐에 따라 앞으로 약 1조 원 가량이 더 투입되면 신화역사공원의 조성사업비를 달성할 수 있게 된다.
제주신화월드의 조성사업비는 총 2조 1000억 원이며, 현재까지 FDI는 1조 1923억 원 가량이다.

## 같이 보기
- 넙게오름
- 남송악오름
- 제주영어교육도시
- 제주국제자유도시개발센터
- 제주신화월드
- 제주신화역사공원